# Rudy Valentino - Divo dei divi
Rudy Valentino - Divo dei divi è un film del 2017 diretto da Nico Cirasola.
Il film è stato presentato in anteprima allo Shanghai International Film Festival 2017.

## Trama
A Castellaneta una compagnia teatrale amatoriale mette in scena la vita di Rodolfo Valentino. Il capocomico, appassionato cultore dell'attore, dirige un gruppo svogliato di comprimari che non sembra prenderlo troppo sul serio. Un uomo e una donna in abiti d'epoca irrompono sulla scena, giurano di essere Rudy Valentino e Natacha Rambova, sua consorte. È l'inizio di un singolare viaggio nel tempo e nel paese natale dell'attore.

## Distribuzione
Il film è uscito nelle sale il 24 maggio 2018.